# A' Katīgoria 2013-2014
La A' Katīgoria 2013-2014 (in greco Πρωτάθλημα Α' Κατηγορίας) è stata la 75ª edizione del massimo campionato di calcio cipriota. L'APOEL ha vinto il titolo per la ventitreesima volta nella sua storia.

## Novità
Aris Limassol, AEK Kouklion e Ermis Aradippou sono stati promossi al posto di Olympiakos Nicosia, Aghia Napa e AEP Paphos. Da quest'anno cambia il numero di squadre che si qualificheranno alle coppe europee, visto che il campionato cipriota ha raggiunto il quattordicesimo posto nel ranking. Due squadre andranno in Champions League: la prima classificata partirà dal terzo turno preliminare del percorso per campioni, la seconda classificata dal terzo turno dell'altro percorso. Restano tre le squadre a qualificarsi in Europa League: la vincitrice della Coppa di Cipro partirà dal turno di play-off, la terza classificata del campionato dal terzo turno preliminare, la quarta classificata dal secondo turno preliminare.

## Formula
Le 14 squadre si affrontano in un girone di andata e ritorno, per un totale di 26 giornate. Le ultime due classificate retrocedono direttamente, mentre le altre 12 squadre sono suddivise in due raggruppamenti da 6 squadre ciascuno mantenendo il punteggio della prima fase. I gironi si giocano con partite di andata e ritorno, per un totale di 10 giornate. Il primo raggruppamento, con le prime sei classificate della prima fase, stabilisce la vincitrice del titolo e le qualificazioni alle coppe europee; il secondo raggruppamento, con le squadre piazzate dal settimo al dodicesimo posto, stabilisce la terza retrocessione e la squadra che spareggia con la quarta della Seconda Divisione.

## Squadre partecipanti
| Club             | Città      | Stadio                        | Stagione precedente     |
| ---------------- | ---------- | ----------------------------- | ----------------------- |
| AEK Koukliōn     | Pafo       | Pafiako Stadium               | 2° in Seconda Divisione |
| AEK Larnaca      | Larnaca    | Stadio Neo GSZ                | 4º posto                |
| AEL Limassol     | Limassol   | Stadio Tsirion                | 5º posto                |
| Alkī Larnaca     | Larnaca    | Stadio Neo GSZ                | 10º posto               |
| Anorthōsis       | Larnaca    | Stadio Antōnīs Papadopoulos   | 2º posto                |
| APOEL            | Nicosia    | Stadio GSP                    | Campione di Cipro       |
| Apollōn Limassol | Limassol   | Stadio Tsirion                | 6º posto                |
| Arīs Limassol    | Limassol   | Stadio Tsirion                | 1° in Seconda Divisione |
| Doxa Katōkopias  | Katokopia  | Stadio Ammochostos            | 7º posto                |
| EN Paralimni     | Paralimni  | Stadio Tasos Marcou Paralimni | 8º posto                |
| Ermīs Aradippou  | Aradhippou | Stadio Dasaki                 | 3° in Seconda Divisione |
| Ethnikos Achnas  | Achna      | Stadio Dasaki                 | 9º posto                |
| Nea Salamis      | Larnaca    | Stadio Ammochostos            | 11º posto               |
| Omonia           | Nicosia    | Stadio GSP                    | 3º posto                |

## Prima Fase

### Classifica
|  | Pos. | Squadra          | Pt  | G  | V  | N  | P  | GF | GS | DR  |
|  | ---- | ---------------- | --- | -- | -- | -- | -- | -- | -- | --- |
|  | 1.   | AEL Limassol     | 62  | 26 | 19 | 5  | 2  | 48 | 16 | +32 |
|  | 2.   | Apollōn Limassol | 59  | 26 | 19 | 2  | 5  | 47 | 19 | +28 |
|  | 3.   | APOEL            | 59  | 26 | 18 | 5  | 3  | 56 | 18 | +38 |
|  | 4.   | Ermīs Aradippou  | 52  | 26 | 15 | 7  | 4  | 44 | 28 | +16 |
|  | 5.   | Omonia           | 47  | 26 | 13 | 8  | 5  | 45 | 22 | +23 |
|  | 6.   | Anorthōsis       | 38  | 26 | 11 | 5  | 10 | 46 | 36 | +10 |
|  | 7.   | AEK Larnaca      | 37  | 26 | 10 | 7  | 9  | 37 | 28 | +9  |
|  | 8.   | Nea Salamis      | 35  | 26 | 12 | 2  | 12 | 26 | 31 | -5  |
|  | 9.   | Doxa Katōkopias  | 28  | 26 | 7  | 7  | 12 | 33 | 45 | -12 |
|  | 10.  | Ethnikos Achnas  | 23  | 26 | 6  | 5  | 15 | 27 | 38 | -11 |
|  | 11.  | AEK Koukliōn     | 21  | 26 | 6  | 3  | 17 | 27 | 64 | -37 |
|  | 12.  | Arīs Limassol    | 20  | 26 | 3  | 11 | 12 | 29 | 40 | -11 |
|  | 13.  | EN Paralimni     | 19  | 26 | 5  | 7  | 14 | 29 | 45 | -16 |
|  | 14.  | Alkī Larnaca     | -39 | 26 | 0  | 2  | 24 | 14 | 78 | -64 |

Legenda:

      Ammesse al Gruppo 1

      Ammesse al Gruppo 2

      Retrocesse in Seconda divisione 2014-2015

Note:

Tre punti a vittoria, uno a pareggio, zero a sconfitta.
EN Paralimni, 3 punti di penalizzazione.
Nea Salamis, 3 punti di penalizzazione.
Alki Larnaca, 41 punti di penalizzazione.

### Risultati
|                  | AEK K | AEK L | AEL  | Alk  | Ano  | APO  | ApL  | ArL  | Dox  | ENP  | ErA  | EtA  | NeS  | Omo  |
| ---------------- | ----- | ----- | ---- | ---- | ---- | ---- | ---- | ---- | ---- | ---- | ---- | ---- | ---- | ---- |
| AEK Kouklion     | ––––  | 2-1   | 0-4  | 2-1  | 1-5  | 1-6  | 1-3  | 2-0  | 0-0  | 2-2  | 0-1  | 0-2  | 2-0  | 0-4  |
| AEK Larnaca      | 3-1   | ––––  | 1-2  | 6-0  | 2-1  | 1-1  | 0-2  | 2-2  | 1-2  | 2-0  | 0-0  | 2-1  | 0-1  | 0-0  |
| AEL Limassol     | 1-0   | 1-1   | –––– | 3-0  | 3-1  | 2-1  | 0-1  | 2-1  | 1-0  | 4-1  | 1-0  | 3-1  | 2-0  | 3-1  |
| Alki Larnaca     | 0-3   | 2-5   | 0-3  | –––– | 0-4  | 1-3  | 1-2  | 0-1  | 0-4  | 1-1  | 1-2  | 1-6  | 0-2  | 0-1  |
| Anorthosis       | 2-2   | 1-1   | 0-2  | 3-1  | –––– | 1-2  | 3-1  | 1-0  | 1-2  | 3-2  | 0-1  | 2-1  | 1-1  | 3-1  |
| APOEL            | 5-0   | 1-1   | 2-2  | 3-0  | 1-0  | –––– | 2-1  | 1-0  | 5-1  | 3-0  | 3-0  | 2-0  | 3-1  | 2-0  |
| Apollon Limassol | 4-0   | 3-0   | 0-1  | 2-1  | 1-1  | 2-0  | –––– | 3-2  | 2-1  | 3-0  | 1-0  | 0-1  | 1-2  | 1-0  |
| Aris Limassol    | 4-0   | 0-3   | 1-1  | 0-0  | 2-0  | 1-3  | 0-1  | –––– | 2-2  | 1-1  | 3-3  | 1-1  | 0-1  | 1-1  |
| Doxa Katokopias  | 3-1   | 0-1   | 0-1  | 5-1  | 1-6  | 1-1  | 0-2  | 1-1  | –––– | 1-1  | 2-4  | 1-1  | 2-0  | 0-6  |
| EN Paralimni     | 2-1   | 0-1   | 1-3  | 5-0  | 4-0  | 0-3  | 0-1  | 4-1  | 1-0  | –––– | 0-2  | 0-0  | 0-1  | 0-3  |
| Ermis Aradippou  | 5-2   | 2-1   | 1-1  | 3-1  | 0-0  | 2-0  | 0-0  | 2-1  | 5-1  | 3-2  | –––– | 1-0  | 1-0  | 1-1  |
| Ethnikos Achnas  | 1-2   | 0-2   | 0-2  | 2-1  | 1-2  | 0-2  | 1-3  | 2-2  | 0-3  | 1-1  | 1-2  | –––– | 2-0  | 1-2  |
| Nea Salamis      | 1-0   | 2-0   | 2-0  | 2-1  | 0-3  | 0-1  | 0-3  | 2-1  | 1-0  | 1-1  | 4-1  | 0-1  | –––– | 0-1  |
| Omonia           | 2-1   | 1-0   | 0-0  | 5-0  | 3-2  | 0-0  | 2-4  | 1-1  | 0-0  | 4-0  | 2-2  | 1-0  | 3-0  | –––– |

## Poule scudetto
Le squadre mantengono i punti conquistati nella prima fase.

### Classifica
|                  | Pos. | Squadra          | Pt | G  | V  | N  | P  | GF | GS | DR  |
| ---------------- | ---- | ---------------- | -- | -- | -- | -- | -- | -- | -- | --- |
| Cipro (bandiera) | 1.   | APOEL            | 81 | 36 | 25 | 6  | 5  | 78 | 25 | +53 |
|                  | 2.   | AEL Limassol     | 81 | 36 | 25 | 6  | 5  | 67 | 27 | +40 |
|                  | 3.   | Apollōn Limassol | 77 | 36 | 24 | 5  | 7  | 66 | 29 | +37 |
|                  | 4.   | Ermīs Aradippou  | 62 | 36 | 18 | 8  | 10 | 55 | 53 | +2  |
|                  | 5.   | Omonia           | 59 | 36 | 16 | 11 | 9  | 59 | 37 | +22 |
|                  | 6.   | Anorthōsis       | 42 | 36 | 12 | 6  | 18 | 57 | 64 | -7  |

Legenda:

      Campione di Cipro e ammessa alla UEFA Champions League 2014-2015

      Ammessa alla UEFA Champions League 2014-2015

      Ammesse alla UEFA Europa League 2014-2015

Note:

Tre punti a vittoria, uno a pareggio, zero a sconfitta.

### Risultati
|                  | AEL  | Ano  | APO  | ApL  | ErA  | Omo  |
| ---------------- | ---- | ---- | ---- | ---- | ---- | ---- |
| AEL Limassol     | –––– | 4-3  | 0-1  | 0-1  | 4-0  | 2-0  |
| Anorthosis       | 0-3  | –––– | 0-1  | 2-2  | 1-2  | 1-2  |
| APOEL            | 3-0  | 8-1  | –––– | 3-0  | 1-2  | 2-1  |
| Apollon Limassol | 1-1  | 3-0  | 2-1  | –––– | 5-1  | 0-0  |
| Ermis Aradippou  | 0-2  | 0-2  | 1-2  | 0-4  | –––– | 2-1  |
| Omonia           | 2-3  | 3-1  | 0-0  | 2-1  | 3-3  | –––– |

## Poule retrocessione

### Classifica
|  | Pos. | Squadra         | Pt | G  | V  | N  | P  | GF | GS | DR  |
|  | ---- | --------------- | -- | -- | -- | -- | -- | -- | -- | --- |
|  | 1.   | Nea Salamis     | 51 | 36 | 17 | 3  | 16 | 43 | 49 | -6  |
|  | 2.   | AEK Larnaca     | 50 | 36 | 13 | 11 | 12 | 49 | 36 | +13 |
|  | 3.   | Ethnikos Achnas | 44 | 36 | 12 | 8  | 16 | 48 | 45 | +3  |
|  | 4.   | Doxa Katōkopias | 42 | 36 | 11 | 9  | 16 | 50 | 61 | -11 |
|  | 5.   | Arīs Limassol   | 37 | 36 | 8  | 13 | 15 | 51 | 57 | -6  |
|  | 6.   | AEK Koukliōn    | 23 | 36 | 6  | 5  | 25 | 34 | 94 | -59 |

Legenda:

      Retrocesse in Seconda Divisione 2014-2015

Note:

Tre punti a vittoria, uno a pareggio, zero a sconfitta.

### Risultati
|                 | AEK K | AEK L | ArL  | Dox  | EtA  | NeS  |
| --------------- | ----- | ----- | ---- | ---- | ---- | ---- |
| AEK Kouklion    | ––––  | 0-0   | 1-2  | 1-1  | 1-4  | 1-4  |
| AEK Larnaca     | 1-0   | ––––  | 1-1  | 6-1  | 0-0  | 3-0  |
| Aris Limassol   | 7-2   | 3-1   | –––– | 3-1  | 1-1  | 1-2  |
| Doxa Katokopias | 4-0   | 0-0   | 2-0  | –––– | 1-0  | 1-3  |
| Ethnikos Achnas | 5-0   | 2-0   | 3-0  | 3-2  | –––– | 1-1  |
| Nea Salamis     | 2-1   | 1-0   | 3-4  | 0-4  | 1-2  | –––– |

## Classifica marcatori
| Gol |  |  | Giocatore                    | Squadra          |
| --- |  |  | ---------------------------- | ---------------- |
| 18  |  |  | Gastón Sangoy                | Apollōn Limassol |
| 18  |  |  | Monteiro                     | AEL Limassol     |
| 18  |  |  | Marco Tagbajumi              | Ermīs Aradippou  |
| 17  |  |  | André Schembri               | Omonia           |
| 15  |  |  | Roberto Colautti             | Anorthōsis       |
| 15  |  |  | Rogerio Conceicão do Rosario | Arīs Limassol    |
| 13  |  |  | Orlando Sá                   | AEL Limassol     |
| 13  |  |  | Gustavo Manduca              | APOEL            |
| 12  |  |  | Fōtīs Papoulīs               | Apollōn Limassol |
| 12  |  |  | Kyriakos Pavlou              | AEK Larnaca      |
| 12  |  |  | Tomás De Vincenti            | APOEL            |
| 12  |  |  | Chidi Onyemah                | Ethnikos Achnas  |
| 10  |  |  | Mihai Dina                   | Arīs Limassol    |
| 10  |  |  | Nestoras Mitidis             | AEK Larnaca      |
| 10  |  |  | Leandro Paulo Roberto Souza  | Doxa Katōkopias  |

## Verdetti
- Campione:  APOEL
- In UEFA Champions League 2014-2015:  APOEL e  AEL Limassol
- In UEFA Europa League 2014-2015:  Apollōn Limassol,  Ermīs Aradippou e  Omonia
- Retrocesse in Seconda Divisione:  EN Paralimni,  Alkī Larnaca,  AEK Koukliōn e  Arīs Limassol